# Tabula

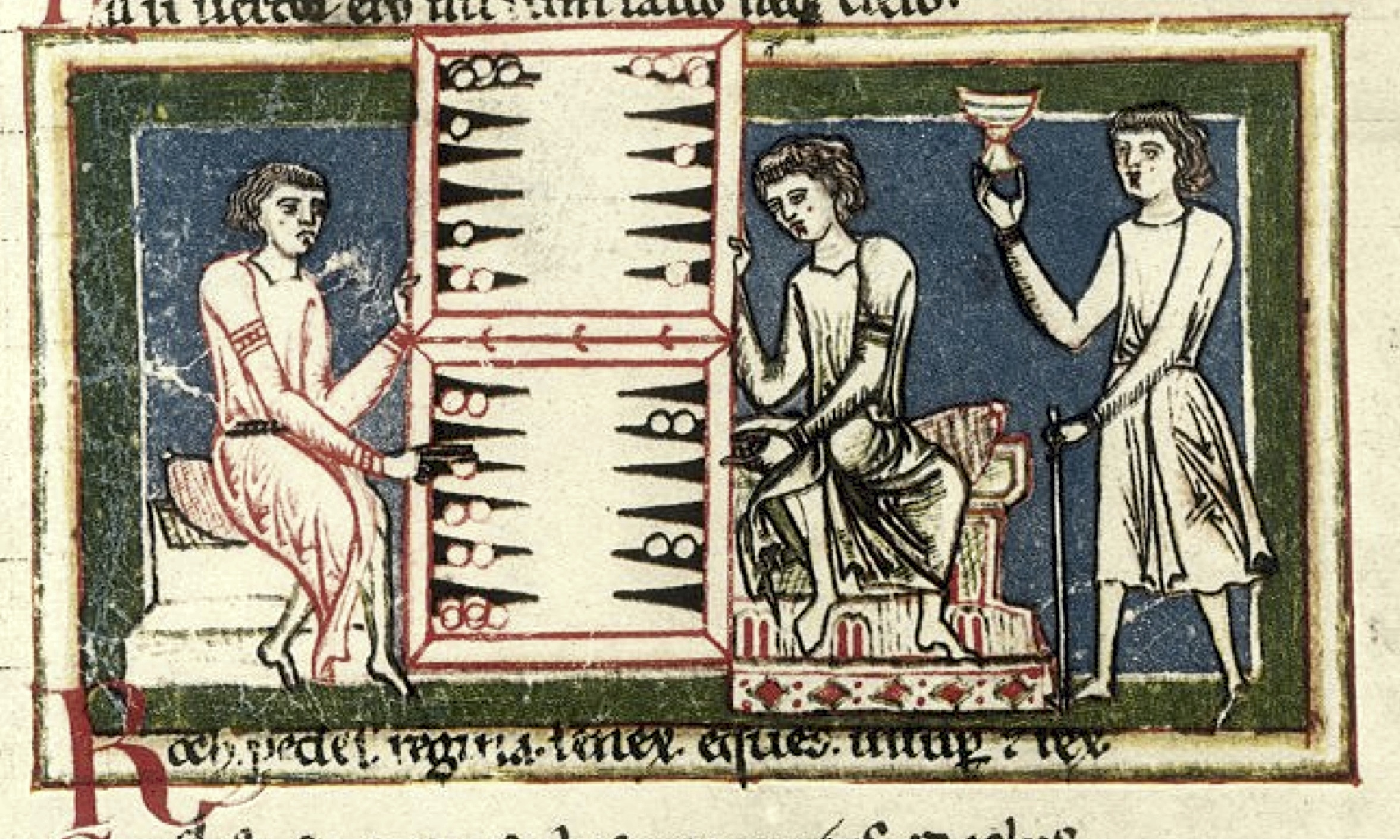
Illustrazione del XIII secolo raffigurante giocatori di tabula, dal Codex Buranus

Tabula era un antico gioco da tavolo, ritenuto l'antenato diretto del moderno backgammon.
La descrizione più antica di tabula è contenuta in alcuni epigrammi di Agazia (527–567), tramandati dall'Antologia Palatina, dedicati all'imperizia dell'imperatore romano d'Oriente Zenone (476-481): Agazia descrive una partita in cui Zenone passò da una posizione molto forte ad una estremamente debole dopo un lancio di dadi estremamente sfortunato
(Agazia, Epigrammi, 100)

Partita di tabula giocata dall'imperatore romano Zenone nel 480 e registrata nel 530 circa da Agazia a causa dell'estrema sfortuna del lancio di Zenone. Il gioco è molto simile al backgammon; Zenone ottenne 2, 5 e 6 dai tre dadi e fu obbligato a lasciare otto pedine da sole.

La testimonianza di Agazia è molto importante perché permette di ricostruire le regole del gioco, dimostrando che coincidono con quelle moderne: le regole di tabula furono infatti ricostruite nel XIX secolo da Becq de Fouquières proprio a partire da questo epigramma.
Molto probabilmente, tabula era una tarda evoluzione del ludus duodecim scriptorum, da cui era stata rimossa la fila centrale di caselle, lasciando solo le due righe esterne. La configurazione del tavoliere era così identica a quella del gioco noto come alea ed era praticamente identica a quello del moderno backgammon; ciascun giocatore aveva 15 pedine, che muoveva in direzioni opposte lungo il tavoliere, in base al risultato di tre dadi. Un pezzo rimasto solo su di una punta rischiava di essere espulso.
Il tabula, per la sua natura, andò incontro a deprecazioni e divieti ecclesiastici (canone 79 del Concilio di Elvira, Spagna, 307; Isidoro di Siviglia, Etymologiae, XVIII)) e civili (Codice giustinianeo, 739‑742). 